# سونائه
سونائه (به پرتغالی: Sonae) شرکت خوشه‌ای و هلدینگ پرتغالی است، که دارای سرمایه‌گذاری در کسب‌وکارهای مختلف بوده و در صنایع گوناگون مشارکت می‌کند.
این شرکت در زمینه ساخت‌وساز، حمل‌ونقل، خرده‌فروشی موادغذایی، کالاهای بر پایه چوب، گردشگری، مخابرات و رسانه‌های گروهی فعالیت می‌کند.
شرکت سونائه در سال ۱۹۵۹ تأسیس شد و در حال حاضر دارای عملیات در کشورهای برزیل، اسپانیا، بریتانیا، کانادا و آفریقای جنوبی می‌باشد. دفتر مرکزی این شرکت در شهر مایا، پرتغال قرار دارد و بخشی از سهام آن در بازارهای بورس نیویورک و بورس یورونکست لیسبون معامله می‌شود.
سهام‌داران اصلی شرکت سونائه شامل: شرکت سرمایه‌گذاری افانور (۵۲٫۹۹٪)، بانک سرمایه‌گذاری پرتغال (۸٫۹٪)، بانک ای‌بی‌ان امرو (۳٫۵٪) و دویچه بانک (۳٫۳٪) می‌باشند.